# Klabund
Alfred Henschke, mai cunoscut prin pseudonimul Klabund, (n. 4 noiembrie 1890, Krosno Odrzańskie, Reich-ul German – d. 14 august 1928, Davos, cantonul Graubünden, Elveția) a fost un scriitor german.

## Biografie
Klabund s-a născut în 1890 sub numele Alfred Henschke în orașul Crossen (azi în Polonia) și era fiul unui farmacist. La vârsta de 16 ani s-a îmbolnăvit de tuberculoză, pe care inițial doctorii au diagnosticat-o greșit ca pneumonie. A suferit de această boală pentru tot restul vieții sale scurte.
După promovarea examenului de Abitur (certificatul de absolvire a studiilor secundare) cu cele mai mari note în 1909 la Frankfurt pe Oder, a studiat chimia și farmacologia la München. Cu toate acestea, și-a schimbat curând planurile și a studiat filozofia, filologia și teatrul la München, Berlin și Lausanne. El cunoscuse deja boema din München prin intermediul istoricului teatral Artur Kutscher și, printre altele, i-a fost prezentat lui Frank Wedekind. În 1912 a renunțat la studii și a luat pseudonimul Klabund, considerându-se el însuși, potrivit lui Peter Hille, ca un poet vagabond. Un prim volum de poezie a fost publicat sub titlul Morgenrot! Klabund! Die Tage dämmern!  (Zori! Klabund! Zilele se întunecă!) Numele Klabund era un nume german din regiunile de nord și nord-est și a fost conceput de el și de alții ca o combinație între Klabautermann (un strigoi viclean din folclorul german) și Vagabund (vagabond).
În 1913 Klabund a intrat în contact cu revista PAN a lui Alfred Kerr, deși el a continuat să publice în revistele Jugend și Simplicissimus. Începând din 1914 a colaborat la Die Schaubühne, care mai târziu și-a schimbat numele în Die Weltbühne (Scena mondială). Când a izbucnit Primul Război Mondial, el s-a manifestat cu entuziasm, la fel ca mulți alți scriitori ai timpului, și a scris diverse poezii patriotice. El nu a fost încorporat în armată din cauza tuberculozei și, de fapt, în timpul anilor de război, a călătorit adesea la diverse sanatorii elvețiene. În acest timp el a început să dezvolte un interes față de literatura din Orientul Îndepărtat, pe care a început să o traducă și să o adapteze. În cursul acelor ani, opiniile lui Klabund s-au schimbat și a devenit un adversar al războiului. În 1917 a publicat o scrisoare deschisă către kaiserul Wilhelm al II-lea în ziarul Neue Zürcher Zeitung, cerându-i să abdice, și a fost acuzat de trădare și lezmajestate.
În 1918 s-a căsătorit cu Brunhilde Herberle, pe care a întâlnit-o într-un sanatoriu pentru pacienții cu boli de plămâni. Ea a murit mai târziu în acel an, ca urmare a unor complicații la o naștere prematură. În același an Klabund a publicat cea mai populară operă literară a sa în proză, romanul Bracke.
în 1920 Klabund a dedicat scurtul roman romantic Marietta iubitei și muzei sale Marietta di Monaco.
În 1923 s-a căsătorit cu actrița Carola Neher. Apoi, în 1925, piesa lui Der Kreidekreis (Cercul de cretă), inspirat de o poveste chineză, a fost reprezentată pentru prima dată la Meissen. Reprezentațiile piesei de la Berlin jucate mai târziu în acel an au avut parte de un mare succes; (Bertolt Brecht a adaptat piesa mai târziu în Kaukasischer Kreidekreis (Cercul de cretă caucazian)). În anii care au urmat, Klabund a scris în mod regulat piese pentru cabarete, inclusiv Schall und Rauch. Poeziile și cântecele sale de inspirație populară i-au adus o mare popularitate.
În mai 1928, în timpul șederii în Italia, s-a îmbolnăvit de pneumonie, care, împreună cu tuberculoza latentă, i-au pus viața în pericol. El a fost adus la Davos pentru tratament, dar a murit la scurt timp după aceea. A fost îngropat în orașul natal Crossen (acum Krosno Odrzańskie) și a fost elogiat de către prietenul și colegul scriitor Gottfried Benn. O stea pe Walk of Fame of Cabaret din Mainz i-a fost dedicată ulterior.

## Opera

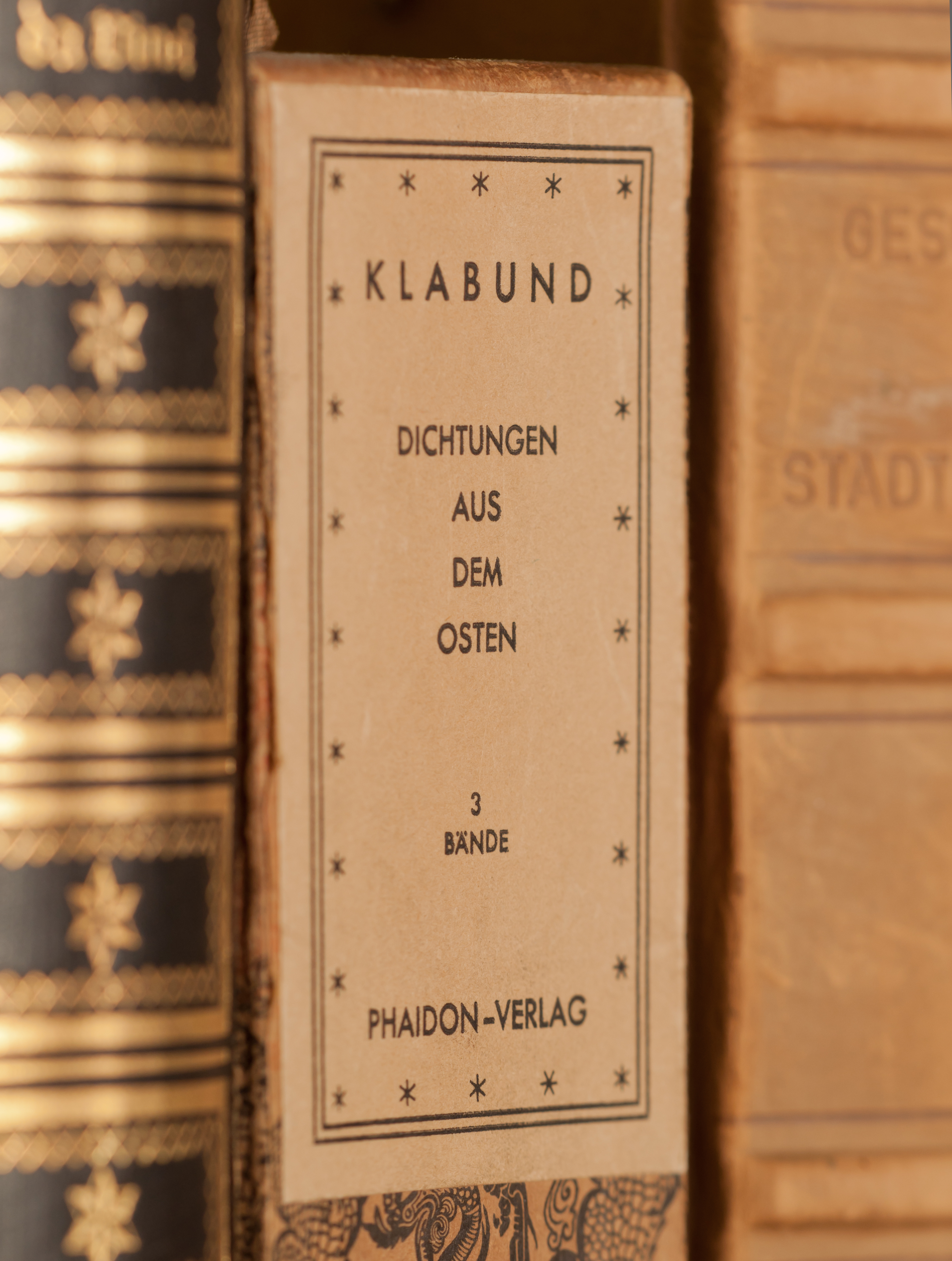
Colecția postumă Dichtungen aus dem Osten (în germană, 1929)

Klabund a scris 25 de piese de teatru și 14 romane — mai multe dintre ele au fost publicate abia după moartea lui —, numeroase povestiri, multe adaptări și câteva studii despre istoria literaturii. Între 1998 și 2003 a fost publicată o colecție din lucrările sale în opt volume.

## Filmografie selectivă
- Ein Sommernachtstraum (1925)